# FC Đồng Tháp
Maillots
Le Đồng Tháp FC est un club vietnamien de football basé dans la province de Dong Thap.
Le clu a remporté à deux reprises le championnat de première division. Le second succès, en 1996, permet au Dong Thap FC de participer à sa seule campagne continentale de son histoire lors de la Coupe d'Asie des clubs champions 1997-1998. L'aventure s'achève avec une élimination au second tour par les Birmans de Finance et Revenue (3-4, 0-0) après avoir sorti le club indien de Churchill Brothers SC (0-0, 1-0).
Le club évolue actuellement en 2nde division vietnamienne après avoir été relégué en 2016 de la 1re division.

## Palmarès
- Championnat du Viêt Nam :
  - Vainqueur : 1989, 1996

- Championnat du Viêt Nam D2 :
  - Vainqueur : 2006

## Grands joueurs
- Sydney Plaatjies